# Babooshka (группа)
Это статья о российской рок-группе. О песне певицы Kate Bush с таким названием см. Babooshka.
Babooshka (рус. — бабушка) — российская рок-группа, основанная в 2018 году в Рыбинске Старухой Изергиль (ex-Ансамбль Христа Спасителя и Мать Сыра Земля) и участниками групп Bethlehem, Bog Morok, Morguenstern и др.

## История
Группа была так названа в честь песни британской певицы и композитора Kate Bush — Babooshka (сингл 1980 года с альбома Never for Ever).
В 2024 году было объявлено, что группу покинул Александр Константинов (Бабушка, Старуха Изергиль) из-за разногласий с остальными участниками группы.

## Отзывы
В 2019 году главный редактор журнала Dark City Андрей Корюхин похвалил вышедший в том же году альбом «На страже Православия».

## Состав
- Отец Григорий — вокал
- Алёна Грубер — вокал, тексты
- Владимир Чеповский — барабаны
- Red Raven — бас
- Морок — гитара, клавишные, вокал, тексты, запись, сведение, мастеринг

### Бывшие участники
- Dennis Green (2018—2019) — клавишные.
- Старуха Изергиль (Александр Константинов) — вокал, тексты

## Дискография
Релизы на музыкальных сервисах
- Материнский капитал (сингл, 2018)
- На страже Православия (LP, 2019)
- Православный Аватар (LP, 2019)
- Православный карантин (сингл, 2020)
- Плюнь Дьяволу в лицо! (LP, 2020)
- Зожник — безбожник! (EP, 2021)
- Чёрный список (LP, 2023)
- Курочка Ряба (сингл, 2023)
- Надо потерпеть (LP, 2024)
- Заговор учёных (LP, 2025)

Прочие интернет-релизы
- Лучший выбор (2018)
- Будут Наказаны (feat. трэш-шапито КАЧ, 2018)
- Каприз мента (feat. трэш-шапито КАЧ, 2018)
- Миллионы президента (2018)
- Сборник для VK (2018)
- Babooshka — миниальбом (2018)
- Я хочу стать депутаткой (2019)
- Синглы (2019)
- How Do You Do (2019)
- Вата (2019)
- Надувная Церковь (2019)
- По нерусски (2019)
- Алёнушкины сказки. Часть 1 (2020)
- Православный ЕГЭ (2020)
- Бьет — значит любит! (2020)
- Ютуб (2024)
- Алёнушкины сказки. Часть 2 (2025)

Дискография на физических носителях
- На страже Православия / Православный Аватар (2CD, 2020 Meat Stocks Records)
- Надо потерпеть (CD, 2024 More Hate Productions)

### Видеоклипы
- Материнский капитал (art by Morgana, 2018)
- Я хочу стать депутаткой (art by Morgana, 2019)
- Надо больше церквей! (art by Morgana, 2019)
- Стань скином (art by Morgana, 2019)
- Отмороженные во Христе (Турбо Надув, 2019)
- Детей надо пиздить! (art by Morgana, 2019)
- Надувная церковь (art by Morgana, 2020)
- Православный Аватар (art by Morgana, 2020)
- Православный карантин (art by Morgana, 2020)
- Поученье Патриарху (art by Morgana, 2020)
- Вата (art by Morgana, 2020)
- Плюнь Дьяволу в лицо! (art by Morgana, 2021)
- Мы — россияне! (art by Morgana, 2020)
- Православная анатомия (2021)
- Великая депрессия (art by Morgana, 2021)
- Богатейшие люди страны (art by Morgana, 2021)
- Горе от Ума (art by Morgana, 2022)
- Чёрный список (art by Morgana, 2023)
- Курочка Ряба (art by Morgana, 2023)
- Телевизор (art by Morgana, 2024)
- 1 сентября (art by Morgana, 2024)
- Я кормила голубей feat. Агафья Степановна (art by Morgana, 2024)
- По стопам отца (art by Morgana, 2024)
- Смех = грех feat. DETACHED ,при участии Dick Fayder. Оператор: Алексей Гаврилов (2025)